# Арруда, Эдгар Кавальканте де
Эдгар Кавальканте де Арруда (порт. Edgar Cavalcante de Arruda; 5 июня 1892, Форталеза, Сеара — 24 апреля 1965, Рио-де-Жанейро) — бразильский юрист и политик; сенатор в Эру Варгаса, в 1935—1937 годах; федеральный депутат от штата Сеара в 1946—1951 годах.

## Биография
Эдгар Арруда родился 5 июня 1892 года в муниципалитете Форталеза в штате Сеара; в 1909 году поступил на юридический факультет местного университета — в декабре 1913 года окончил юридическую школу в Сан-Паулу. В 1918 году он получил докторскую степень на юридическом факультете Сеары. В 1932 году участвовал в создании в своём родном штате отделения Католической избирательной лиги (LEC). С 1935 по 1937 год руководил основанной им утренней газетой «O Estado», выходящей в Форталезе.
Арруда одержал победу на выборах в Сенат Бразилии, проходивших в 1934 году по новой (третьей) конституции: стал одним из двух сенатором от северо-восточного штата Сеара. Будучи избранным на восьмилетний срок в 37-й созыв бразильского сената, занимал свой пост неполные три года, с 1935 по 1937 год — поскольку в ноябре 1937 года президент Жетулиу Варгас организовал государственный переворот и основал централизованное государство Эстадо Ново (Estado Novo).
После падения режима Варгаса, Арруда стал членом национальной ассамблеи и федеральным депутатом от штата Сеара: занимал данный пост с 1946 по 1951 год. Также являлся членом счётной палаты штата Гуанабара. Скончался в Рио-де-Жанейро 24 апреля 1965 года.

## Работы
- Dissertações processuais (1918)
- Privilégios exclusivos (в соавторстве, 1930).